# Cantus Cölln
Cantus Cölln é uma banda vocal alemã fundada em 1987, liderada por Konrad Junghänel, focada na música alemã e italiana do Renascimento e do Barroco.
Este conjunto, dirigido por Konrad Junghänel, é composto por cinco solistas: Johanna Koslowsky, Soprano, Elisabeth Popien, Alto, Hans Jörg Mammel, Tenor, Wilfried Jochens, Tenor, Wolf Matthias Friedrich, Baixo.
O repertório de Cantus Cölln se estende de Orlando di Lasso, Dietrich Buxtehude, Heinrich Schütz e Georg Philipp Telemann, aos compositores populares do período barroco tardio. Desde a sua criação, o Cantus Cölln lançou mais de 30 CDs, pela gravadora Harmonia Mundi. 
A banda já percorreu vários países europeus e foi convidada para se apresentar na América, Ásia, África e Austrália.